# Bahnstrecke Kysyl–Kuragino
Die Bahnstrecke Kysyl–Kuragino (russisch Железнодорожная линия Кызыл — Курагино, englisch Kyzyl-Kuragino Railway, KKR) ist eine geplante 411,7 km lange eingleisige, nicht-elektrifizierte Bahnstrecke mit Gebirgsbahncharakter, die zwischen Kuragino an der Südsibirischen Eisenbahn und Kysyl in der Republik Tuwa verlaufen soll. Die Bahnstrecke dient der Erschließung der Elegest-Grube im Ulug-Chemski-Revier, die als eine der größten Kohlengruben der Welt gilt und ungefähr 900 Millionen Tonnen hochwertige, für die Verkokung geeignete Steinkohle enthalten soll. Der aus der Republik Tuwa stammende russische Verteidigungsminister Schoigu schlug 2014 vor, die Strecke durch die westliche Mongolei bis nach Urumtschi in China, nach Pakistan und nach Indien zu verlängern.

## Geschichte
Ein erstes Projekt für die Bahnstrecke wurde im März 2007 bewilligt. Die Strecke sollte in Public-private-Partnership gebaut werden mit hälftiger Finanzierung durch den Russischen Staat und die zum Betrieb der Elegest-Grube gegründete Jenissei Industrial Company (Енисейская промышленная компания, abgek. ЕПК) unter Kontrolle des damaligen Senators der Republik Tuwa, Sergej Pugatschow. Im Sommer 2011 begannen Rettungsgrabungen in archäologischen Stätten entlang der zukünftigen Bahntrasse, wo sich bei Arschan die Gräber ehemaliger Fürsten der Skythen befinden. Der Bau der Strecke begann im Dezember 2011, wurde aber bereits 2012 wieder eingestellt, nachdem die Finanzierungsgesellschaft Yenisei Industrial Company ihren Verpflichtungen nicht nachkam, der Russische Staat seinen Teil der Finanzierung blockierte und der Yenisei Industrial Company die Bergbauberechtigung für die Elegest-Grube entzogen wurde. Die bereits reservierten Staatsgelder flossen daraufhin in den Ausbau der Strecke Meschduretschensk–Abakan–Taischet der Südsibirischen Eisenbahn.
Von der Bahnstrecke Kysyl–Kuragino wurden in der kurzen Bauzeit lediglich 1000 m Gleise im Güterbahnhof Kysyl verlegt und einige Erdarbeiten ausgeführt. Das Baumaterial wurde von einer Logistikbasis in Minussinsk mit LKWs über die Fernstraße M-54 nach Kysyl geführt. Im Februar 2013 waren die Bauinstallationen bereits wieder entfernt.
2013 wurde das Projekt einer Eisenbahnstrecke Elegest–Kysyl–Kuragino neu aufgelegt, wobei die Namen einiger Bahnhöfe und Ausweichstellen geändert wurden. Die Bergbauberechtigung an der Elegest-Grube gingen im April des gleichen Jahres an die Tuva Energy Industrial Corporation (Тувинская энергетическая промышленная корпорация, abgek. ТЕПК), die vom Tschetschenen Ruslan Baisarow kontrolliert wird. Baisarow war zuvor Teilhaber der ЕПК, stieg aber im August 2012 dort aus. Im Mai wurde die Gesamtprojektleitung während der Planungs- und Bauphase dem schweizerischen Ingenieurbüro Swiss Railway Engineering (SRE) übertragen.
Der Bau der Eisenbahnstrecke wurde im April 2014 an das Unternehmen SGC-transstroyYamal (SGC-трансстройЯмал) vergeben. Die Bauarbeiten hätten im zweiten Quartal 2014 beginnen müssen, damit die Strecke im ersten Quartal 2018 betriebsbereit ist. Bislang gibt es aber keinen Nachweis, dass die Bautätigkeit tatsächlich wieder aufgenommen wurde. Die Baukosten sollen ungefähr 2 Milliarden Euro betragen (Stand: April 2014). Im April 2021 wurde berichtet, dass staatlicherseits der Bau der Strecke nicht vor 2026 beginnen wird.

## Strecke
Die Strecke soll sieben Bahnhöfe und zwölf Ausweichstellen aufweisen. Für die Strecke sind viele Kunstbauten notwendig, darunter 127 Brücken und 8 Tunnel. Weiter müssen Durchlässe mit einer Gesamtlänge von beinahe 16 km gebaut werden und 107 Millionen Kubikmeter Erde bewegt werden. Die Strecke führt teilweise durch den Naturpark Ergaki. Die Strecke führt durch wegloses Gelände, das während der Vermessung nur mit Hilfe von Pferden und Raupenfahrzeugen zugänglich war.

### Streckenverlauf
Die Strecke verlässt den Bahnhof Kuragino auf 300 m über Meer in Richtung Osten, biegt in einem engen Bogen in Richtung Süden ab, um dem rechten Ufer des Flusses Tuba zu folgen. Dieser wird bei Bugurtak (Бугуртак) mit einer Brücke überquert, wo die Strecke in einem Bogen in Richtung Westen wendet, nach Udschei (Уджей) verläuft die Strecke wieder in Richtung Süden, überquert den Fluss Amyl und folgt diesem am rechten Ufer für etwa 45 km. Danach überquert die Strecke sowohl den Amyl wie den Taigisch (Тайгиш), einen Seitenfluss des Amyl. Auf dem linken Ufer dem Taigisch folgend erreicht die Strecke Jermakowskoje (Ермаковское). Ab hier wird die Strecke zur Gebirgsbahn. Sie folgt zunächst weiter dem Taigisch, überquert diesen nach Nasarowski (Назаровский) und folgt danach dem rechten Ufer des Kleinen Taigisch (Малый Тайгиш). Um Höhe zu gewinnen, fährt die Strecke Seitentäler aus und überquert die darin liegenden Zuflüsse mit hohen Brücken, die teilweise als Kehrviadukte gestaltet sind. Oberhalb der Ausweichstelle Maly Taigisch führt die Strecke durch steile Felshänge weit über dem Talgrund. Nachdem die Strecke die Wasserscheide zwischen dem Fluss Tuba und dem Jenissei auf 1260 m über Meer überquert hat, folgt sie dem Fluss Us und trifft auf die Fernstraße M-54, welche ebenfalls dem Us folgt. Die Bahn verlässt den Us auf etwa 700 m und steigt ein linkes Seitental hinauf in Richtung Grenze zwischen der Region Krasnojarsk und der Teilrepublik Tuwa. Bei Kurtuschibinsk (Куртушибинск) führt die Strecke mit einem 668 m langen Tunnel unter der Grenze hindurch und verläuft danach mit wenig Gefälle durch die Ebene bei Turan, bevor sie mit einem Tunnel den Ujukski Grat unterquert und den Bahnhof Eerbek (Ээрбек) erreicht, wo die Strecke zur Grube Elegest abzweigt, während der andere Teil noch wenige Kilometer weiter bis Kysyl führt.